# Callemala
Callemala o Callimala o Callis Malus è stato un antico borgo medievale (di presunta origine romana), oggi scomparso, sulla via Francigena nella Valle del Paglia.
L'antico sito si trova compreso tra il territorio comunale di Abbadia San Salvatore e di Radicofani (SI) come emerso da indagini archeologiche effettuate nel 1998, che hanno portato anche alla luce frammenti ceramici di epoca romana.
Il borgo ed i relativi abitanti vengono citati in numerosi documenti storici dell'Abbazia del San Salvatore a partire dal IX secolo.
Sul luogo era certamente presente una chiesa dedicata a S. Cristina nel secolo X.
Nel 1153 i monaci del San Salvatore cedettero la metà del borgo di Callemala e del vicino Radicofani a papa Eugenio III, nel tentativo di coinvolgere il papato nella difesa sempre più strenua del proprio feudo ormai preda delle mire espansionistiche del Comune di Siena e dei conti Aldobrandeschi.
Nel 1265 la Repubblica di Siena occupò tuttavia il feudo ecclesiale di Abbadia San Salvatore ed in particolare ottenne il controllo di Callemala e Radicofani. Essendo quest'ultima una roccaforte più facilmente difendibile i Senesi vi spostarono il tracciato della via Francigena abbandonando il tratto sulla val di Paglia e quindi Callemala. Di conseguenza il borgo, diventato indifeso ed escluso dalla via di comunicazione, venne abbandonato e gli abitanti si rifugiarono in gran parte dai monaci ad Abbadia San Salvatore, che infatti ebbe una espansione urbana proprio in quel periodo.